# Księga Suda

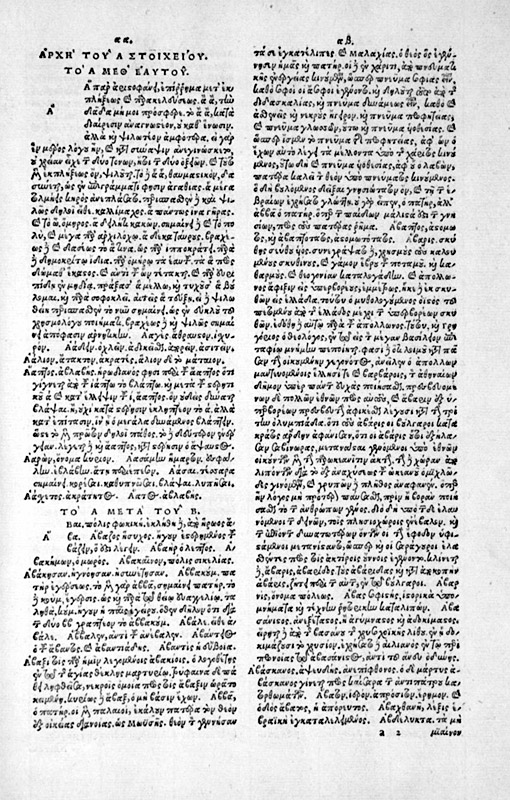
Karta z jednego z pierwszych druków Księgi

Księga Suda (gr. Biblíon Súda), nazywana też Suda (Σούδα) lub nawet Suidas (Σουίδας), cytowana często pod łacińskim tytułem Liber Suda – leksykon bizantyjski z X w. obejmujący ok. 30 tys. haseł, z czego ok. 900 to artykuły rzeczowe, w większości historyczne i literackie. Zawiera także liczne dodatki późniejsze.
Najstarsze i najlepsze rękopisy przekazują tytuł „Księga Suda”. Sam termin „suda” w języku greckim nic nie znaczy, a próby jego wyjaśnienia nie przyniosły rozstrzygających rezultatów. Próbowano wywodzić go z łacińskich słów suda (trudź się) i sudes (obóz warowny). XII-wieczny uczony Eustathios z Tessaloniki podał natomiast imię Suidas jako imię autora księgi – wysunięto przypuszczenia, że było to zhellenizowane imię słowiańskie (wyprowadzane od słowa swidba → "jasność", "światło"), kwestia autorstwa dzieła i jego tytułu nie została jednak do tej pory rozwiązana. 
Prócz stanowiących większość treści wiadomości historycznych i literackich księga przekazuje także informacje z teologii, geografii i filozofii. Ich wartość jest jednak bardzo zróżnicowana – zależy od źródeł, z których czerpał autor, który posługiwał się nimi przy tym przypadkowo i bezkrytycznie. Księga zawiera więc wiele nieporozumień i błędów, zwłaszcza wobec słów homonimicznych, a także dodatki i opuszczenia późniejszych skrybów. Ogółem księga wymienia 4 tys. autorów, wiadomości z filozofii czerpie przy tym przede wszystkim z Diogenesa Laertiosa, a z historii głównie z Konstantyna Porfirogenety. Do innych głównych źródeł należą Biblioteka Focjusza, zaginiony Onomatolog Hezychiusza oraz różne scholia. 
Hasła ułożone są uporządkowane według zasady antystojcheicznej, zastosowanej po raz pierwszy w IX w. przez Teognostosa – nie według porządku alfabetu greckiego, ale według wymowy dawniej różnych, a w wymowie bizantyjskiej ujednoliconych głosek. Hasła zaczynają się więc kolejno od a, b, g, d, aj (wymawianego przez Bizantyjczyków jako „e”), e, z, ej (wymawianego „i”), ē (wymawianego „i”), …, o, ō, p, r, s, t, oj (wymawianego „y”) itd. Taką samą kolejność mają głoski na drugim miejscu wyrazu.
Wobec niedostatku źródeł starożytnych mimo zróżnicowanej wartości przekazywanych informacji księga stanowi bezcenne i w wielu przypadkach jedyne źródło informacji historycznych. Justus Lipsius nazywał ją „baranem o złotym runie”.